# Axel F (singel Crazy Froga)
"Axel F" – debiutancki singel Crazy Froga, wydany przez Ministry of Sound w 2005 roku. Singel znalazł się na albumie Crazy Frog Presents Crazy Hits.
Singel został wykonany na podstawie singla "Axel F" Harolda Faltermeyera.

## Lista utworów
Źródło: Discogs
1. "Axel F" (Radio Mix) – 2:48
2. "Axel F" (Club Mix) – 6:21
3. "Axel F" (Club Mix Instrumental) – 6:21
4. "In The 80's" – 3:28
5. "Axel F" (Crazy Frog Video)

## Notowania na Listach przebojów
| Kraj/Region       | Lista (2005/2006)  | Najwyższa pozycja |
| ----------------- | ------------------ | ----------------- |
| Szwajcaria        | Singles Top 75     | 1                 |
| Francja           | Top 100 Singles    | 1                 |
| Nowa Zelandia     | Top 40 Singles     | 1                 |
| Belgia (Walonia)  | Ultratop 40        | 1                 |
| Szwecja           | Top 60 Singles     | 1                 |
| Belgia (Flandria) | Ultratop 50        | 1                 |
| Dania             | Tracklisten Top 40 | 1                 |
| Australia         | Top 50 Singles     | 1                 |
| Norwegia          | Top 20 Singles     | 1                 |
| Irlandia          | Top 50 Singles     | 1                 |
| Wielka Brytania   | Singles Top 100    | 1                 |
| Hiszpania         | Top 50 Singles     | 1                 |
| Włochy            | Top 50 Singles     | 2                 |
| Austria           | Singles Top 75     | 2                 |
| Finlandia         | Top 20 Singles     | 2                 |
| Niemcy            | Top 100 Singles    | 3                 |
| Holandia          | Single Top 100     | 3                 |
| Włochy            | Top 10 Singles     | 4                 |
| Holandia          | Single Top 40      | 7                 |
| Stany Zjednoczone | Singles Top 100    | 50                |